# Trapella sinensis
Trapella sinensis är en grobladsväxtart som beskrevs av Daniel Oliver. Trapella sinensis ingår i släktet Trapella och familjen grobladsväxter. Inga underarter finns listade i Catalogue of Life.

## Bildgalleri

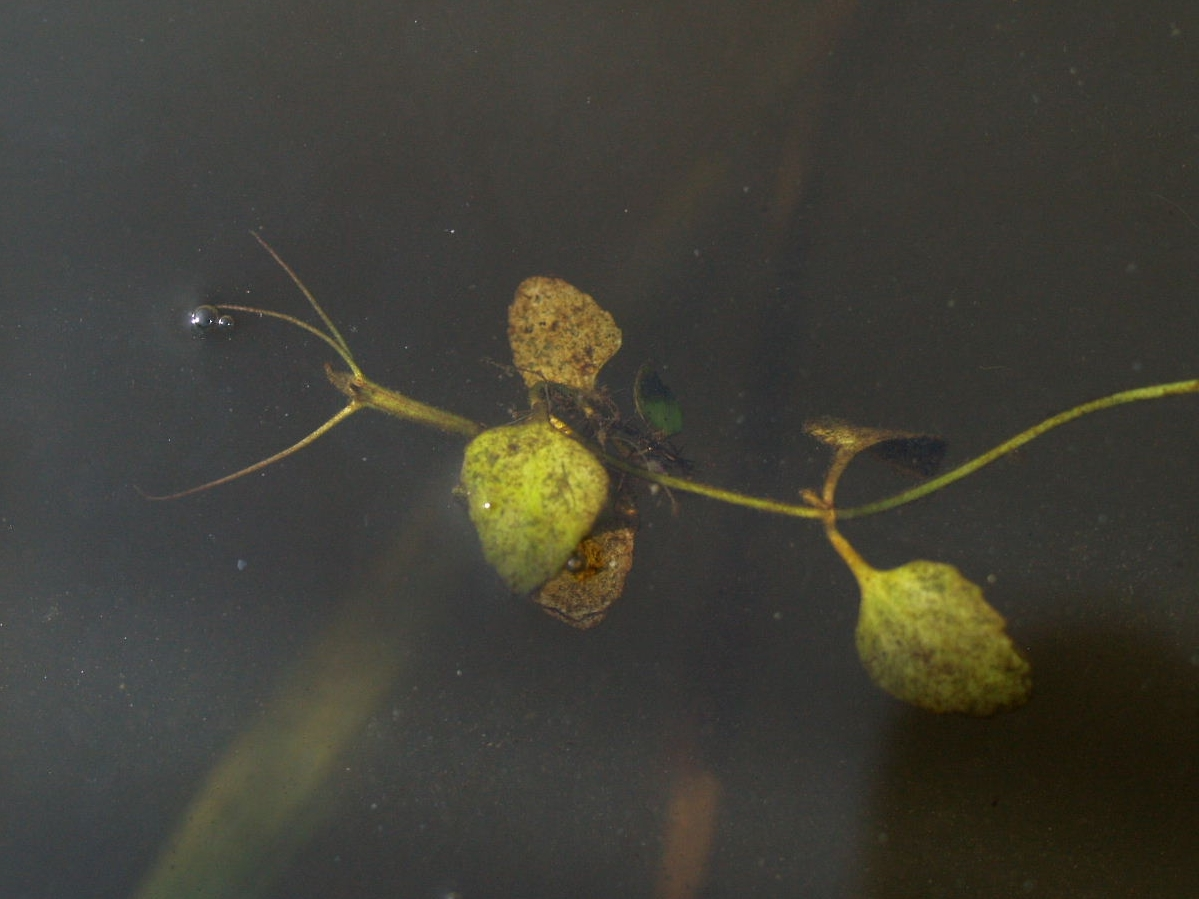
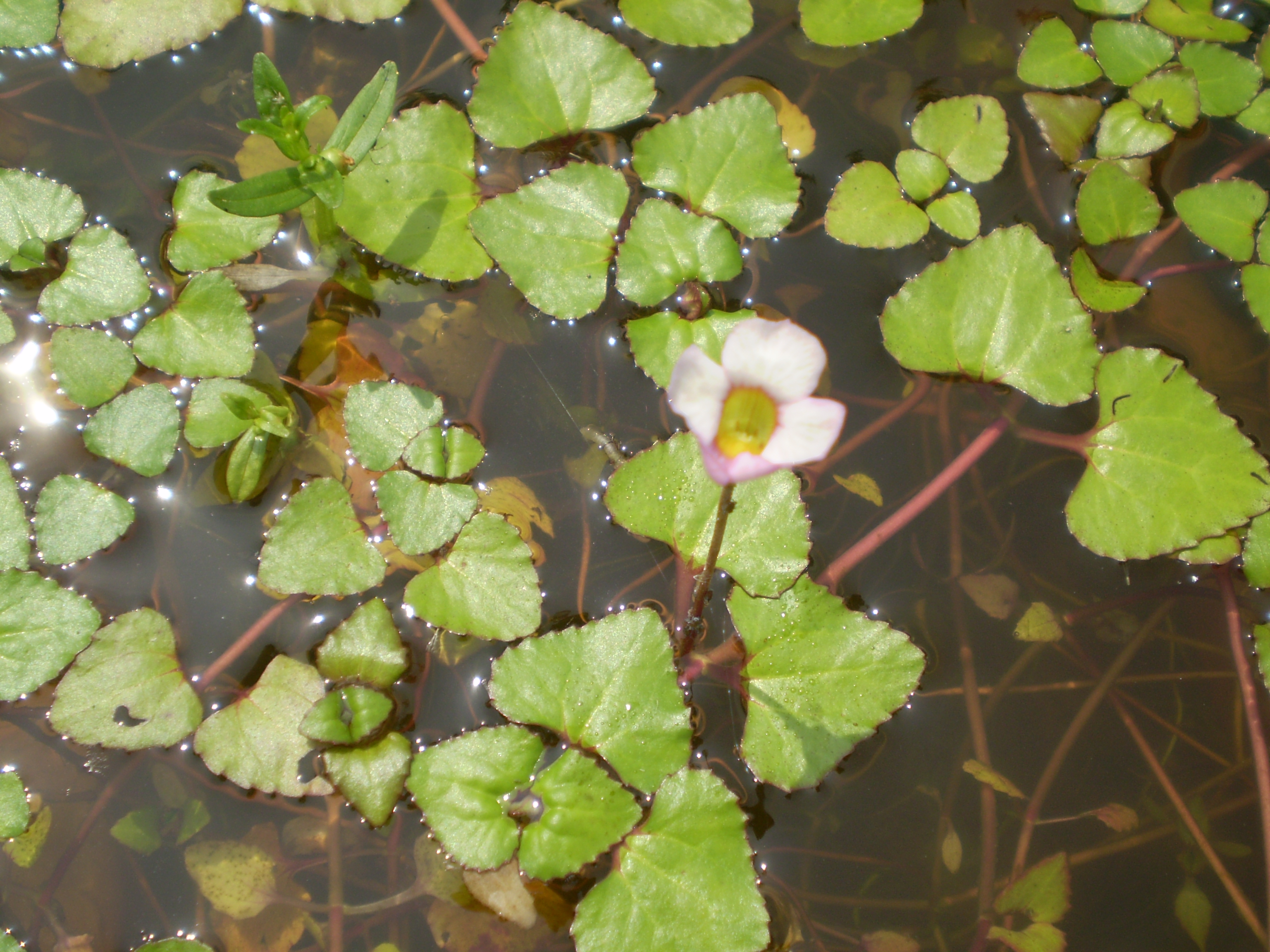
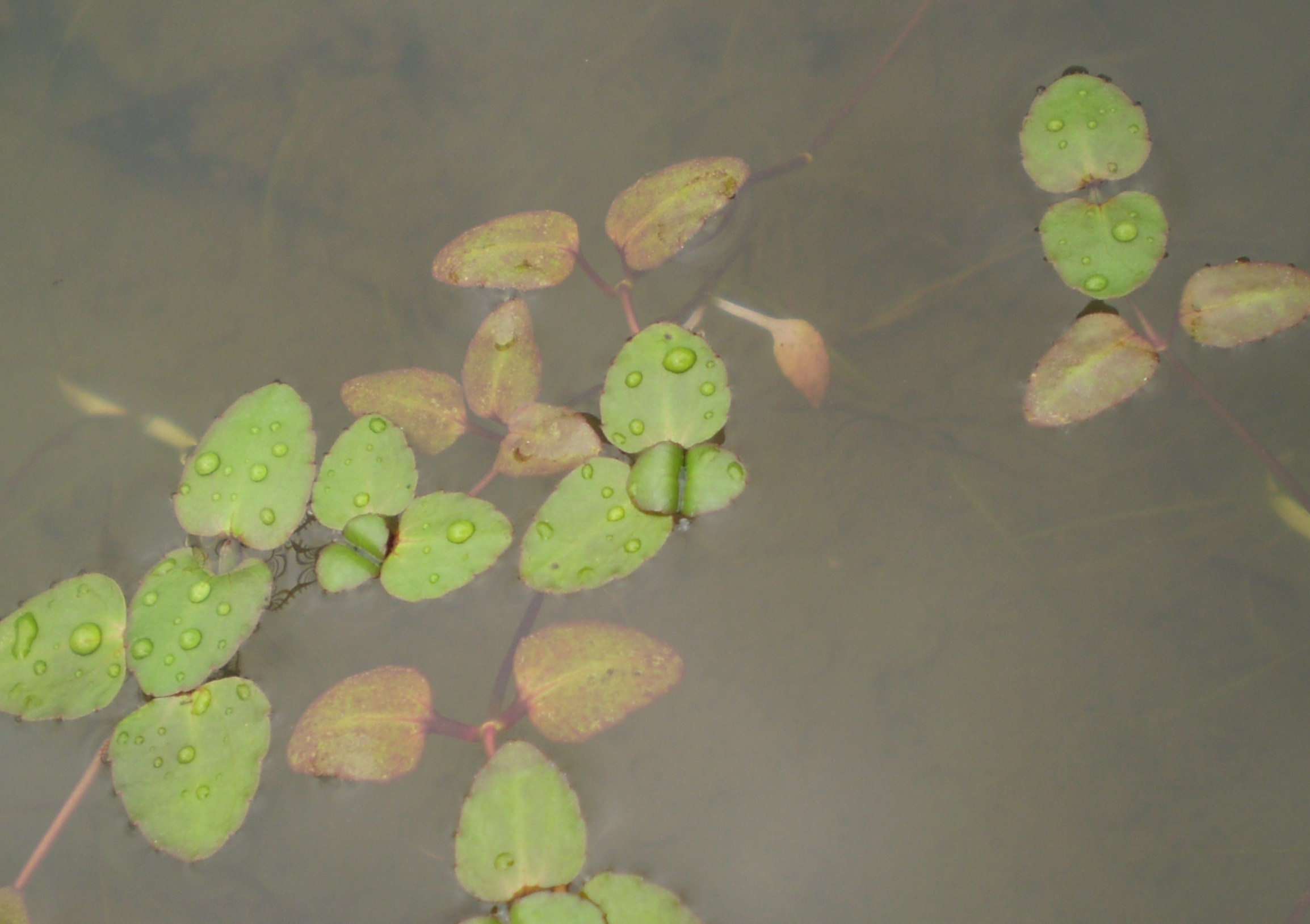